# Nhạn Phong
Nhạn Phong (chữ Hán giản thể:雁峰区, Hán Việt: Nhạn Phong khu) là một quận thuộc địa cấp thị Hành Dương, tỉnh Hồ Nam, Cộng hòa Nhân dân Trung Hoa. Nhạn Phong nằm ở phía nam của trung tâm Hành Dương, phía đông giáp Tương Giang. Quận Nhạn Phong có diện tích 94 km2, dân số năm 2002 là 184.814 người. GDP của quận này là 3,41 tỷ nhân dân tệ (2005). Trong địa giới của quận có đỉnh núi Nam Nhạc Hành Sơn.
Quận lỵ đóng ở đường Tương Giang Nam. 

## Hành chính
Về mặt hành chính, quận này được chia ra thành
- 5 nhai đạo: Tiên Phong, ưng Phong, Thiên Mã Sơn, Hoàng Trà và Bạch Sa Châu.
- 1 trấn Nhạc Bình.
- 1 hương Tương Giang.
- 1 nông trường Tương Giang